# Reckless (pel·lícula de 1935)
Reckless és una pel·lícula estatunidenca de Victor Fleming, estrenada el 1935.

## Argument
El productor David O. Selznick havia somniat un musical per a Jean Harlow quan va pensar en ella pel melodrama Reckless, basat sobre la vida tràgica de la cantant de Broadway Libby Holman (anomenada Mona Leslie a la pel·lícula). Harlow està encisadora a la pel·lícula i fa millor la seva representació dramàtica, però no és cap estrella musical. No es troba còmode amb les seves cançons, i com és el cas de les pel·lícules dels anys 1930, el missatge de la pel·lícula és un relat de classe. Mona té dos rivals per als seus amors: l'humil promotor d'esports Ned Riley (William Powell) i el playboy milionari Bob Harrison (Franchot Tone).
L'espectador sap que Mona és més feliç amb Ned, però s'escapa amb Bob, enlluernada pel seu iot i la seva xerrameca fantàstica. Poc Mona sap que Bob va estar compromès una vegada per casar-se amb el seu amor d'infantesa, Jo Mercer (una jove Rosalind Russell). Bob aviat s'adona que s'ha equivocat casant-se amb Mona; no té l'esma per defensar-la entre la seva presumida família i amics.

## Repartiment
- Jean Harlow: Mona Leslie Jean Harlow és doblada per al cant i la dansa.¹;

- William Powell: Ned Riley
- Franchot Tone: Robert « Bob » Harrison Jr.
- May Robson: Sra. Granny Leslie
- Ted Healy: Smiley
- Nat Pendleton: Blossom
- Rosalind Russell: Josephine « Jo » Mercer
- Henry Stephenson: Coronel Harrison Sr.
- Man Mountain Dean: Ell mateix
- Robert Light: Paul Mercer
- Allan Jones: Allan, un cantant
- Carl Randall: Carl Randall
- Louise Henry: Louise
- James Ellison: Dale Every
- Nina Mae Mckinney: Una cantant
- Leon Ames: Ralph Watson

I, entre els actors que no surten als crèdits:
- Henry Kolker: M. Gearhart
- Mickey Rooney: Eddie

¹ DVD "Couples i Duos volume 3"